# Manuel Bertrand i Salsas
Manuel Bertrand i Salsas   (Molins de Rei, 1848 - Barcelona, 21 de desembre de 1911) fou un industrial català.

## Biografia
Era fill de Manuel Bertrand i Cortalé, natural de La Roca d'Albera (Rosselló), i d'Antònia Salsas i Calva, de Palau del Vidre.
Es casà amb la filla d'Eusebi Serra i Clarós, Flora Serra i Casanovas. L'aliança d'ambdues famílies van donar lloc a l'empresa Bertrand i Serra, una de les més importants de Catalunya, amb fàbriques a Manresa, Sant Fruitós de Bages i Barcelona. També va posseir almenys una fàbrica de sucre, la Sucrera del Segre.
El continuador de la nissaga va ser Eusebi Bertrand i Serra (1877-1945), un dels grans industrials del moment, propietari també de la Colònia Güell, a Santa Coloma de Cervelló i de la Torre de la Ricarda al Prat de Llobregat.
Actualment, entre els fons comercials i d'empreses de l'Arxiu Comarcal del Baix Llobregat es troba el Fons Bertrand CA, ca. 1858-1970.